# Rossig fonteinkruid
Rossig fonteinkruid (Potamogeton alpinus) is een overblijvende, ondergedoken waterplant die behoort tot de fonteinkruidfamilie (Potamogetonaceae). De soort staat op de Nederlandse Rode Lijst van planten als zeldzaam en sterk afgenomen. De plant komt van nature voor in de koele en gematigde streken van het noordelijk halfrond. Als de plant uit het water wordt gehaald ziet deze er vaak roodachtig uit. Het aantal chromosomen is 2n = 52.
De plant wordt 50 - 150 cm lang en heeft een sterk vertakte wortelstok. De ronde stengel is tijdens de bloei meestal niet vertakt en kan tot tien aren hebben. De ondergedoken, dunne, doorschijnende, soms roodachtige, langwerpig-spatelvormige tot omgekeerd eironde bladeren hebben een gave rand, stompe top en zijn in een korte tot vrij lange steel versmald. De roodgroene steunblaadjes zijn 1, 5 - 2,5 cm groot en hebben 7 - 9 nerven. De in paren zittende 4 - 7 cm brede en 10 - 25 mm brede drijfbladeren zijn dun leerachtig, elliptisch, niet doorschijnend, netvormig geaderd, hebben een stompe top en aan de voet in een korte steel versmald. Ze hebben 9 - 13 hoofdnerven. De zijnerven lopen meestal evenwijdig aan de hoofdnerf.
De plant bloeit van juni tot in augustus. De groenige bloemen zitten in een 3 - 10 cm lange aar. De aarsteel heeft overal dezelfde dikte.
De olijfgroene tot bruine, 3 - 3,5 lange en 2 - 2,4 mm brede vrucht is een steenvrucht met een gekromde, 0,5 - 0,9 mm lange snavel en aan de voet van de buikzijde zit geen knobbeltje. De vruchten zijn aan de voet niet vergroeid. Het kiempje heeft de vormt van een spiraal.

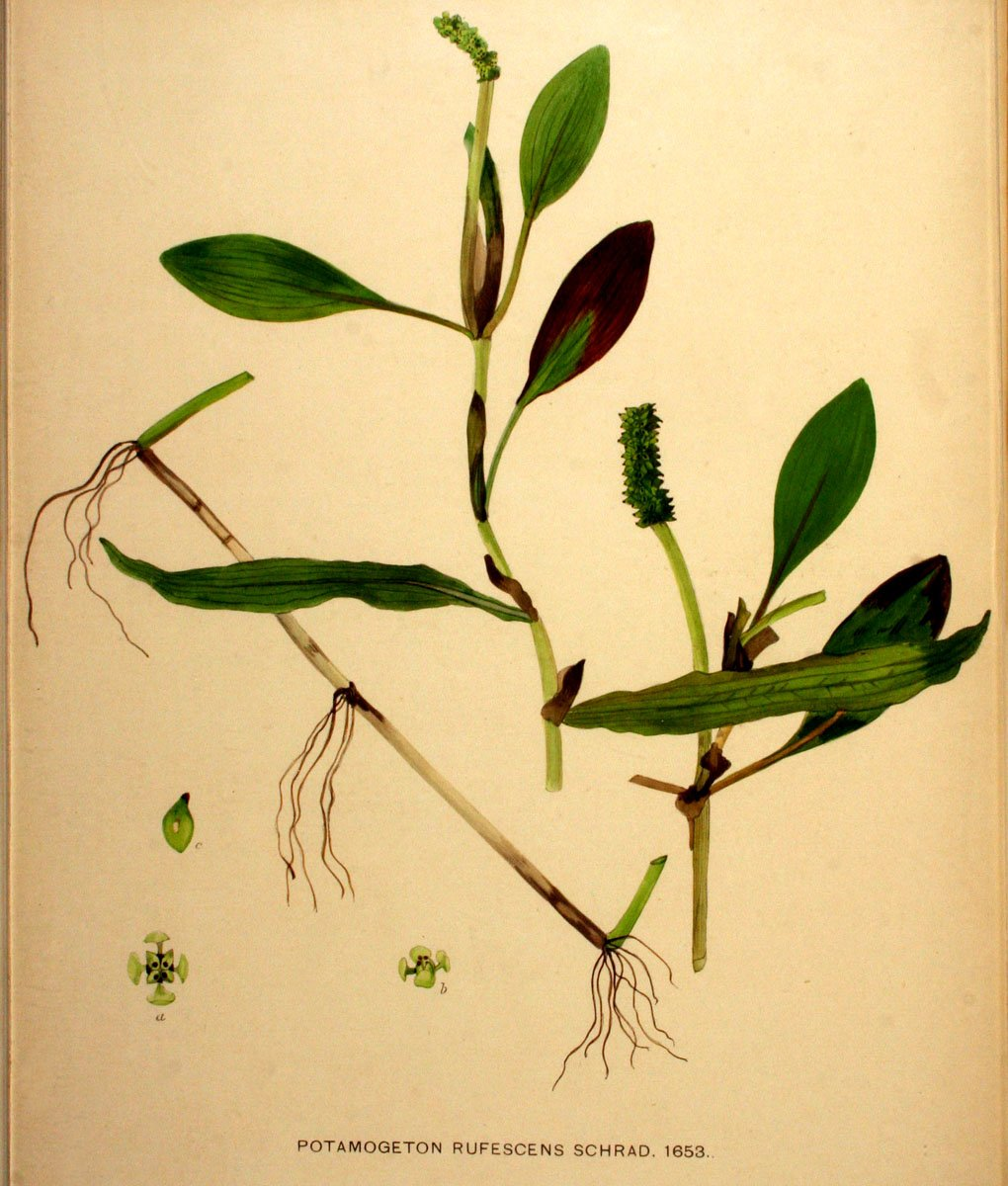
Rossig fonteinkruid

De plant komt voor in zoet, stilstaand of stromend, matig voedselrijk water.

## Namen in andere talen
- Duits: Alpen-Laichkraut
- Engels: Red Pondweed, Alpine Pondweed
- Frans: Potamot des Alpes